# معركة هيب هوا
معركة هيب هوا هي معركة صغيرة في حرب فيتنام. اندلعت المعركة في ليلة 22 نوفمبر 1963، عندما اجتاح ما يقدر بـ 500 من مقاتلي الفيت كونغ معسكر للقوات الخاصة في هيبا هاو، مما أدى إلى فقدان أربعة أفراد أمريكيين. وقاومت وحدات الكوماندو الفيتنامية الجنوبية والقوات الخاصة الأمريكية بقوة مستخدمين المدافع الرشاشة لكن تم سحقهم بعد أن وصلت وحدة المدفعية لجيش فيتنام الشمالي. وكان هذا أول معسكر «للقوات المدنية الغير نظامية» يتم اجتياحه خلال الحرب. وأصبح إسحاق كاماتشو، وهو أحد الأمريكيين الأربعة المفقودين، أول أمريكي يهرب من معسكر اعتقال الفيت كونغ.